# جيسي ر. لانغلي
جيسي ر. لانغلي (بالإنجليزية: Jesse R. Langley)‏ هو محامي أمريكي، ولد في 23 يوليو 1877 في كانساس في الولايات المتحدة، وتوفي في 5 ديسمبر 1933 في بيتسبرغ في الولايات المتحدة.